# Deszno (województwo świętokrzyskie)
Deszno – wieś sołecka w Polsce położona w województwie świętokrzyskim, w powiecie jędrzejowskim, w gminie Nagłowice.
| SIMC    | Nazwa      | Rodzaj    |
| ------- | ---------- | --------- |
| 0254775 | Biały Ogon | kolonia   |
| 0254769 | Piaski     | część wsi |

W latach 1954–1959 wieś należała i była siedzibą władz gromady Deszno, po jej zniesieniu w gromadzie Warzyn. W latach 1975–1998 miejscowość administracyjnie należała do województwa kieleckiego.

## Historia
W wieku XIX opisano Deszno (także „Deszna”) jako wieś w gminie Prząsław leży na południowy zachód  Jędrzejowa, 5 km. na południe od szosy: Jędrzejów, Nagłowice–Szczekociny. 
Należy do gminy Prząsław, parafii Krzcięcice. Posiada szkołę powszechną, dawniej była tu gorzelnia, młyn i tartak wodny. 
W roku 1827 było w Desznie 35 domów, 296 mieszkańców. 
Deszno posiadało dwa folwarki Wojciechowice i Kierzki: 
1. Wojciechowice gruntów ornych 604 mórg, łąk 28, lasu 828, nieużytków 62 morgi. Wojciechowice wieś gruntów ornych 256 mórg, pastwisk 12 m., nieużytków 39.
2. Kierzki gruntów ornych 192 mórg, nieużytków 27 m.

Ogółem dobra posiadały mórg 2048. Granicą terytoriów płynie rzeka Mierzawa lub Sędziszówka. Deszno leży w byłym powiecie Księskim, otrzymało kolonizację wojskową Konradowych rycerzy w pierwszej połowie XIII w. w czasie walk Konrada Mazowieckiego o tron Krakowski.
Deszno zostało założone w pierwszej połowie XIII wieku przez rycerzy Konrada Mazowieckiego w czasie jego walk o tron krakowski z Henrykiem Brodatym i Bolesławem Wstydliwym.

## Zabytki
Zespół dworski wpisany do rejestru zabytków nieruchomych (nr rej.: A.120/1-2 z 5.11.1957, z 26.04.1977 i z 8.01.1991):
- dwór z lat 1886–1890,
- park z XVIII w., przebudowany w XIX w.